# Grand Prix Carnevale d'Europa
Le Grand Prix Carnevale d'Europa est une course cycliste sur route d'un jour féminine disputée annuellement de 1997 à 2011 à Cento en Italie. 

## Palmarès
| Année | Vainqueur           | Deuxième               | Troisième           |
| ----- | ------------------- | ---------------------- | ------------------- |
| 1997  | Simona Parente      | Valeria Cappellotto    | Élisabeth Chevanne  |
| 1998  | Greta Zocca         | Zinaida Stahurskaia    | Diana Žiliūtė       |
| 1999  | Edita Pučinskaitė   | Diana Žiliūtė          | Oksana Saprykina    |
| 2000  | Greta Zocca         | Anna Millward-Wilson   | Sara Felloni        |
| 2001  | Rochelle Gilmore    | Zinaida Stahurskaia    | Katia Longhin       |
| 2002  | Zulfiya Zabirova    | Martina Corazza        | Ghita Beltman       |
| 2003  | Regina Schleicher   | Diana Žiliūtė          | Giorgia Bronzini    |
| 2004  | Nicole Brändli      | Zulfiya Zabirova       | Janildes Fernandes  |
| 2005  | Zinaida Stahurskaia | Modesta Vžesniauskaitė | Anna Zugno          |
| 2006  | Regina Schleicher   | Diana Žiliūtė          | Katia Longhin       |
| 2007  | course non disputée | course non disputée    | course non disputée |
| 2008  | Diana Žiliūtė       | Grete Treier           | Rasa Leleivytė      |
| 2009  | Giorgia Bronzini    | Rochelle Gilmore       | Monia Baccaille     |
| 2010  | Giorgia Bronzini    | Rochelle Gilmore       | Monia Baccaille     |
| 2011  | Monia Baccaille     | Annalisa Cucinotta     | Giorgia Bronzini    |